# Serialisierung
Die Serialisierung ist in der Informatik eine Abbildung von strukturierten Daten auf eine sequenzielle Darstellungsform. Serialisierung wird hauptsächlich für die Speicherung von Objekten in Dateien und für die Übertragung von Objekten über das Netzwerk bei verteilten Softwaresystemen verwendet.
Übliche Speichermedien sind nur in der Lage, Datenströme zu speichern. Um Persistenz für ein Objekt zu erreichen, kann es serialisiert werden. Hier wird der komplette Zustand des Objektes, inklusive aller referenzierten Objekte, in einen Datenstrom umgewandelt, der anschließend auf ein Speichermedium geschrieben wird. Beispielsweise lassen sich Java-Objekte mit Gson in ihre serialisierte JSON-Darstellung konvertieren.
Nach der Serialisierung liegt ein Objekt mehrfach vor: Als externe Darstellung (z. B. als Datei) und im Arbeitsspeicher. Wird nach der Serialisierung eine Änderung am Objekt im Arbeitsspeicher vorgenommen, hat dieses keine Auswirkung auf das serialisierte Objekt in der externen Darstellung.
Die Umkehrung der Serialisierung, also die Umwandlung eines Datenstroms in Objekte, wird als Deserialisierung bezeichnet.
In der Linguistik bezeichnet man mit Serialisierung die Art und Weise, wie hierarchische grammatische Strukturen in eine lineare Abfolge gebracht werden, damit sie in einer zeitlichen Folge sprachlicher Ausdrücke dargestellt werden kann. Diese Reihenfolge kann in verschiedenen Sprachen verschieden sein.